# Sphinx minor
Sphinx minor är en fjärilsart som beskrevs av Christian Friedrich Stephan. Sphinx minor ingår i släktet Sphinx och familjen svärmare. Inga underarter finns listade i Catalogue of Life.